# Bouřlivé výšiny (film, 1998)
Bouřlivé výšiny (v originále Wuthering Heights) je britské romantické drama režiséra Davida Skynnera z roku 1998, které natočil na motivy románu Na Větrné hůrce anglické spisovatelky Emily Brontëové.

## Obsazení
| Robert Cavanah    | Heathcliff            |
| Orla Brady        | Katy Earnshawová      |
| Ken Kitson        | pan Earnshaw          |
| Ian Shaw          | Hindley, bratr Katy   |
| Matthew MacFadyen | Hareton, syn Hindleye |
| Sarah Smart       | Kateřina Linton       |
| Peter Davison     | Joseph Lockwood       |
| Tom Georgeson     | Joseph                |